# Symphonie no 7 de Penderecki
Pour les articles homonymes, voir Symphonie no 7.

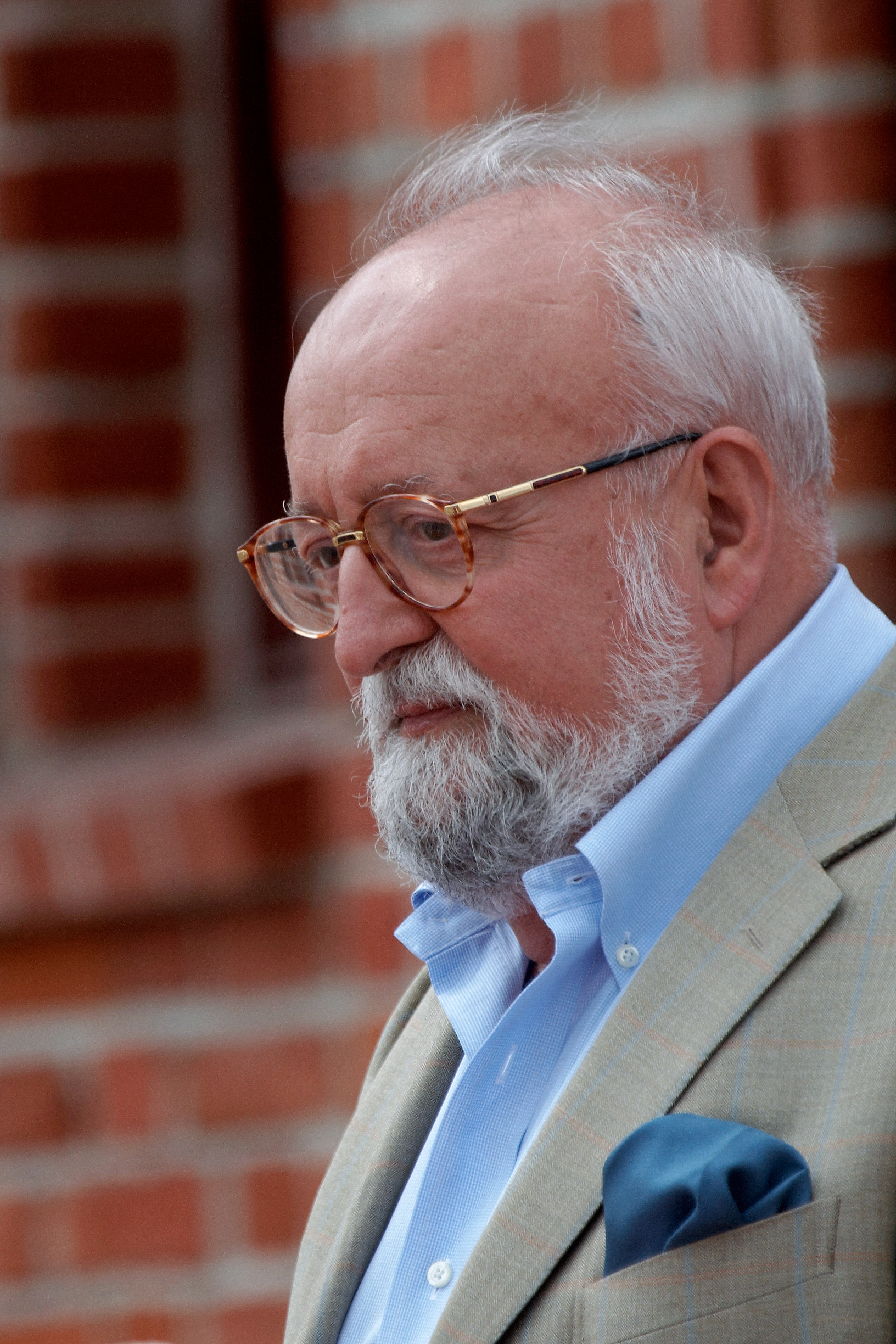
Krzysztof Penderecki au XIIIe festival des Stars de Gdańsk, 2008

La symphonie no 7, Les Sept Portes de Jérusalem, est une œuvre de Krzysztof Penderecki, composée en 1996.
Le musicien a écrit huit symphonies numérotées de 1 à 8 ; sa sixième symphonie a cependant été composée bien après les sept autres (publication et première mondiale en 2017). La septième a été écrite environ cinq ans après la précédente (la no 5) et près de huit ans avant sa huitième. Il a composé nombre d'œuvres religieuses auparavant, dont son Requiem polonais.
Il s'agit d'une commande pour célébrer le troisième millénaire de la ville de Jérusalem, cité que le musicien a visité pour la première fois en 1974. Les textes sont extraits des psaumes 48, 96, 130, 137 et 147. Il nécessite en plus de l'orchestre et des chœurs, un quintette vocal et un récitant.
L'œuvre a d'abord été écrite sous forme d'un oratorio en sept parties, les portes sont celles qui devaient rester closes dans la tradition biblique, jusqu'à l'arrivée du Messie.
Elle a été créée le 9 janvier 1997 avec l'orchestre symphonique de la Radiodiffusion bavaroise sous la direction de Lorin Maazel à Jérusalem. Ce n'est qu'après plusieurs exécutions que Penderecki décide de la renommer en tant que sa Septième symphonie.
La symphonie se compose de sept mouvements et sa durée d'exécution est d'environ une heure :
1. Magnus Dominus et laudabilis nimis
2. Si oblitus fuero tui, Jerusalem
3. De profundis
4. Si oblitus fuero tui, Jerusalem
5. Lauda Jerusalem
6. Facta es super me manus Domini
7. Haec dicit Dominus